# Pyrrosia platyphylla
Pyrrosia platyphylla är en stensöteväxtart som beskrevs av Peter Hans Hovenkamp.
Pyrrosia platyphylla ingår i släktet Pyrrosia och familjen Polypodiaceae. Inga underarter finns listade i Catalogue of Life.